# Longitarsus latens
Longitarsus latens es un insecto coleóptero de la familia Chrysomelidae. Fue descrita científicamente en 1999 por Warchalowski.